# Muziekvereniging Bellegem
Muziekvereniging Bellegem is ontstaan uit de Koninklijke Harmonie Sint-Leonardszonen te Bellegem een deelgemeente van de stad Kortrijk.

## Geschiedenis
De St.-Leonardszonen is ontstaan in het jaar 1881 als fanfare. Ze werd tijdens de jaren 20 omgevormd tot harmonieorkest.
De vereniging is ontstaan in het kielzog van de toenmalige schoolstrijd in België, waarbij heel wat katholieke organisaties, waaronder talloze muziekverenigingen, ontstonden. Toenmalig voorzitter was Dhr. Jules Sobry. Huidig dirigent van de vereniging is Kevin Casteleyn (sinds 2016), en het voorzitterschap staat momenteel op naam van Claude Lauwers.
In 1990 werd jeugdharmonie Fantasia opgericht onder het voorzitterschap van Marcel Lauwers. In 1999 ontstond ook het debutanten-ensemble "de Fantasietjes".
Sinds het jaar 1994 speelt de harmonie in de eerste afdeling. In 2014 werd de harmonie erkend in de afdeling uitmuntendheid. 

## Dirigenten
- 1882-1907 Dhr. H. De Block
- 1907-???? Henri Claerhout
- ???? - 1927 Jules Vanneste
- 1927-1927 Joseph Vandemaele
- 1928-1974 Gérard Favere
- 1974-1991 Dirk Vandecaveye
- 1991-1995 Johnny Cneut
- 1995-1997 Chris Denys
- 1997-2013 Herbert Matton
- 2013-2016 Thari Verloove
- 2016-2023 Kevin Casteleyn
- 2023-heden Micheline De Waele[2]